# 창녕군 (왕족)
창녕군 이태(昌寧君 李泰, 1389년 ~ 1451년 10월 15일)는 조선 전기의 왕족으로 회안대군의 차남이며 의령군 맹종의 이복 동생이고 금산군 중군의 이복 형이다. 판서 황형(黃亨)의 딸 삼한국대부인 밀양 황씨(三韓國大夫人 密陽黃氏) 소생이다. 휘는 태(泰), 자는 국서(國瑞), 호는 양심정(養心亭)이다.

## 생애
1389년(공양왕 1년) 송도에서 회안대군의 차남이자 밀양황씨 소생으로 태어났다. 고려 말에는 경처와 향처를 모두 인정하였으므로 그는 적자로 태어났다. 조선이 건국되기 전에 태어났으며, 1392년(태조 1) 7월 조선이 건국되자 교수(敎授)의 벼슬을 받았다. 이어 현록대부로 승진하고 창녕군에 봉작되었다.
정종에게 적장자가 없어서 왕위를 원했던 아버지 회안대군과 형 의령군 맹종이 1400년(정종 2년)에 제2차 왕자의 난을 일으켰다가 패하고 유배되자 작위를 박탈당하였다. 아버지 회안대군과 형 의령군 맹종은 황해도 토산현에 유배되었다가 다시 충청도 홍주로 이배되었으며, 창녕군은 서산군으로 유배되었다. 그러나 직접 관련자였던 의령군 맹종 외에 회안대군의 자손에게 불이익을 주는 것은 가혹하다며 제2차 왕자의 난에 가담하지 않은 아들들과 딸들, 회안대군 유배 후에 태어난 아들들의 전지와 작위는 회복시켜주었다.
그는 서산군 부석면 강당리 강촌으로 가서 여생을 보냈다. 1451년(문종 1) 10월 15일에 서산군에서 병사하여 서산 남사현(南沙峴)에 안장되었다.

### 사후
그러나 그의 후손들은 군역에 포함되었고, 후에 창녕군의 증손자로 군관으로 있다 적순부위를 지낸 이유의 군역면제 상소와 회안대군 복권 상소로 그의 후손들은 군역에서 면제되고 왕족으로 복권되었으며, 이유는 특별히 적성부정(迪城副正)의 작위를 받았다. 그의 다른 후손들은 서산군 부석면 강당리 강촌과 해미면 일대에 대대로 살아왔다.

## 가계
- 조부 : 태조 이성계 1335년 ~ 1408년
- 조모 : 신의왕후 한씨 1337년 ~ 1391년
  - 아버지 : 회안대군 1364년 ~ 1421년
  - 어머니 : 삼한국대부인 밀양 황씨 ? ~ ? - 판서(判書) 황형(黃亨)의 딸
    - 첫째여동생 : 성혜옹주 ? ~ 1431년
    - 둘째여동생 : 신혜옹주
    - 셋째여동생 : 양혜옹주
- 창녕군
- 부인 : 밀양부부인 밀양 박씨 ? ~ ? - 판관 박무현(朴武賢)의 딸
  - 장남 : 덕림정 이○ 1433년 ~ 1497년
  - 첫째며느리 : 장성군부인 노씨 ? ~ ? - 참봉 노인지(魯仁智)의 딸
    - 손자 : 서령부정 이장손 1474년 ~ 1541년
    - 손자며느리 : 담양현부인 김씨 1481년 ~ 1545년 - 사직 김주(金鑄)의 딸

  - 차남 : 호산정 이회 ? ~ ?
  - 둘째며느리 : 군부인 노씨 - 노시우(魯時佑)의 딸
    - 손자 : 순의부정 이철현